# Radikalenerlass

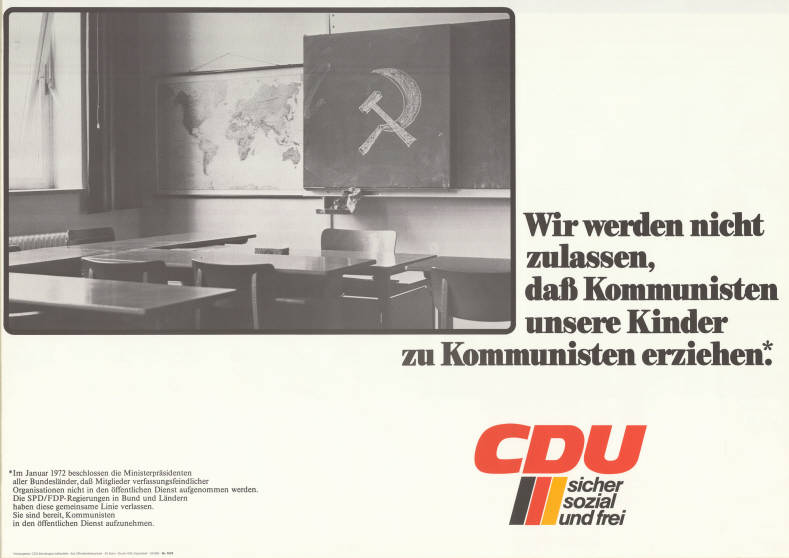
Pamflet rond de Radikalenerlass

Het Radikalenerlass (ook wel Extremistenbeschluss genoemd) was, in de Bondsrepubliek Duitsland een landelijk Berufsverbot. Het was een besluit van bondskanselier Willy Brandt van 28 januari 1972. Hierin werd naar het geldende Duitse recht gewezen, dat trouw aan de grondwet een voorwaarde is voor de aanstelling van iemand als ambtenaar. Lidmaatschap van een organisatie die vijandelijk staat tegenover de grondwet leidt tot twijfel aan de trouw aan de grondwet, zodat dit een grond is om een afwijzing in een sollicitatie te rechtvaardigen en ook een grond voor ontslag of disciplinaire maatregelen.
Het Radikalenerlass was gericht tegen aanhangers van links- en rechts-extremistische partijen, en werd het meest toegepast tegen aanhangers van de Rote Armee Fraktion en de Deutsche Kommunistische Partei. Het Radikalenerlass werd in 1976 door de regeringscoalitie van de SPD en de FDP opgeheven toen men het er politiek niet meer over eens was en ook een uitspraak van het Bundesverfassungsgericht in 1975 geen duidelijkheid bracht. Sinds die tijd wordt de regeling op deelstaatniveau bepaald.
De campagne tegen de „Berufsverbote“ werd ook vanuit het buitenland ondersteund, bijvoorbeeld door François Mitterrand, door Jean-Paul Sartre en het Russell-Tribunaal. De naam „Berufsverbot“ was juridisch niet juist, maar is ook in andere talen bekend geworden, bijvoorbeeld in Nederland en Frankrijk). De achtergrond voor deze naamgeving is dat verschillende beroepen zoals leraar of treinmachinist in de praktijk alleen maar als ambtenaar mogelijk zijn.
Voor de betrokkenen werd het door het Radikalenerlass niet meer mogelijk om hun beroep uit te oefenen en hebben ze dus moeten uitwijken naar een ander beroep.
In 1950 en later was er een vergelijkbare regeling namelijk het Adenauer-Erlass.

## Kritiek
De kritiek was dat het radikalenerlass een ondemocratisch Berufsverbot was.
Veertig jaar na het Radikalenerlass eisen de betroffenen schadevergoeding en volledige rehabilitatie.